# Lethasterias nanimensis
Lethasterias nanimensis is een zeester uit de familie Asteriidae.
De zeester komt voor in de noordelijke Grote Oceaan.
De soort werd in 1914 beschreven door Addison Emery Verrill als Asterias nanimensis. Het type-exemplaar dat hij beschreef was afkomstig uit "Departure Bay, Nanaimo, Brits-Columbia".
Walter Kenrick Fisher duidde Asterias nanimensis in 1923 aan als de typesoort van het nieuwe geslacht Lethasterias. Fisher onderscheidde in 1928 twee ondersoorten van L. nanimensis:
- Lethasterias nanimensis nanimensis, zoals Verrill had beschreven, en
- Lethasterias nanimensis chelifera, die noordelijker voorkomt, van de Golf van Alaska tot Sachalin.